# Mikołaj Bedleński
Mikołaj Bedleński herbu Wieniawa (zm. w 1540 roku) – kanonik gnieźnieńskiej kapituły katedralnej, kanonik poznański, scholastyk, wikariusz generalny i oficjał krakowski.